# Aeroportul Internațional Shiraz
Aeroportul Internațional Shiraz (IATA: SYZ, ICAO: OISS) este un aeroport din Persida, Iran ce deservește zona Shiraz. Aeroportul a fost tranzitat în 2019 de 3.011.211 pasageri. A fost deschis în 1961 și numit după zona deservită.
Situat la o altitudine de 1.500 m, aeroportul dispune de 2 piste. Este operat de Iranian Airports Holding Company⁠(d).

## Infrastructură

### Piste
Aeroportul dispune de 2 piste. Pista 11R/29L are suprafața de beton și dimensiunile 4.275 m × 45 m. Pista 11L/29R are suprafața de beton și dimensiunile 4.335 m × 45 m. 